# サイ・ゴダード
サイ・ゴダード（Cy Goddard、1997年4月2日 - ）は、イングランド・ロンドン出身のサッカー選手。香港プレミアリーグ・理文足球会所属。ポジションはミッドフィールダー（MF）である。

## 来歴
父はイングランド人、母は日本人。5歳で地元クラブでサッカーを始める。その後、トッテナム・ホットスパーFCのアカデミーに入団。
トッテナムU-18では背番号「10」を背負い、チームの中心選手として活躍した。2015年7月、トッテナムU-21に昇格した。
2017年7月に横浜F・マリノスの新潟キャンプに練習生として参加(オファーの有無に関しては不明)。
2018年6月、セリエBのベネヴェント・カルチョの練習に参加。その後、約1ヶ月の入団テストを経て、入団することになった。
2019年9月3日、キプロス・ファーストディビジョンのパフォスFCへの期限付き移籍が発表された。
2020年10月3日、インディアン・スーパーリーグのムンバイ・シティFCへの期限付き移籍が発表された。
2021年8月20日、Aリーグ・メンのセントラルコースト・マリナーズFCへの完全移籍が発表された。
2022年7月26日、USLチャンピオンシップのデトロイト・シティFCへの完全移籍が発表された。
2023年8月30日、インディアン・スーパーリーグのオディシャFCへの完全移籍が発表された。
2024年9月19日、インディアン・スーパーリーグのハイデラバードFCへの完全移籍が発表された。
2025年7月9日、香港の理文足球会に加入。

## 所属クラブ
- 2013年  トッテナムアカデミー
- 2013年 - 2015年  トッテナムU-18
- 2015年 - 2017年  トッテナムU-21
- 2018年 - 2021年  ベネヴェント・カルチョ
  - 2019年 - 2020年  パフォスFC（期限付き移籍）
  - 2020年 - 2021年  ムンバイ・シティFC（期限付き移籍）
- 2021年 - 2022年  セントラルコースト・マリナーズFC
- 2022年 - 2023年  デトロイト・シティFC（英語版）
- 2023年 - 2024年  オディシャFC
- 2024年 - 2025年  ハイデラバードFC（英語版）
- 2025年 -  理文足球会

## 代表歴
- 2013年 - 2014年 U-16日本代表